# Trachylepis elegans
Trachylepis elegans este o specie de șopârle din genul Trachylepis, familia Scincidae, descrisă de Peters 1854. A fost clasificată de IUCN ca specie cu risc scăzut. Conform Catalogue of Life specia Trachylepis elegans nu are subspecii cunoscute.

## Galerie

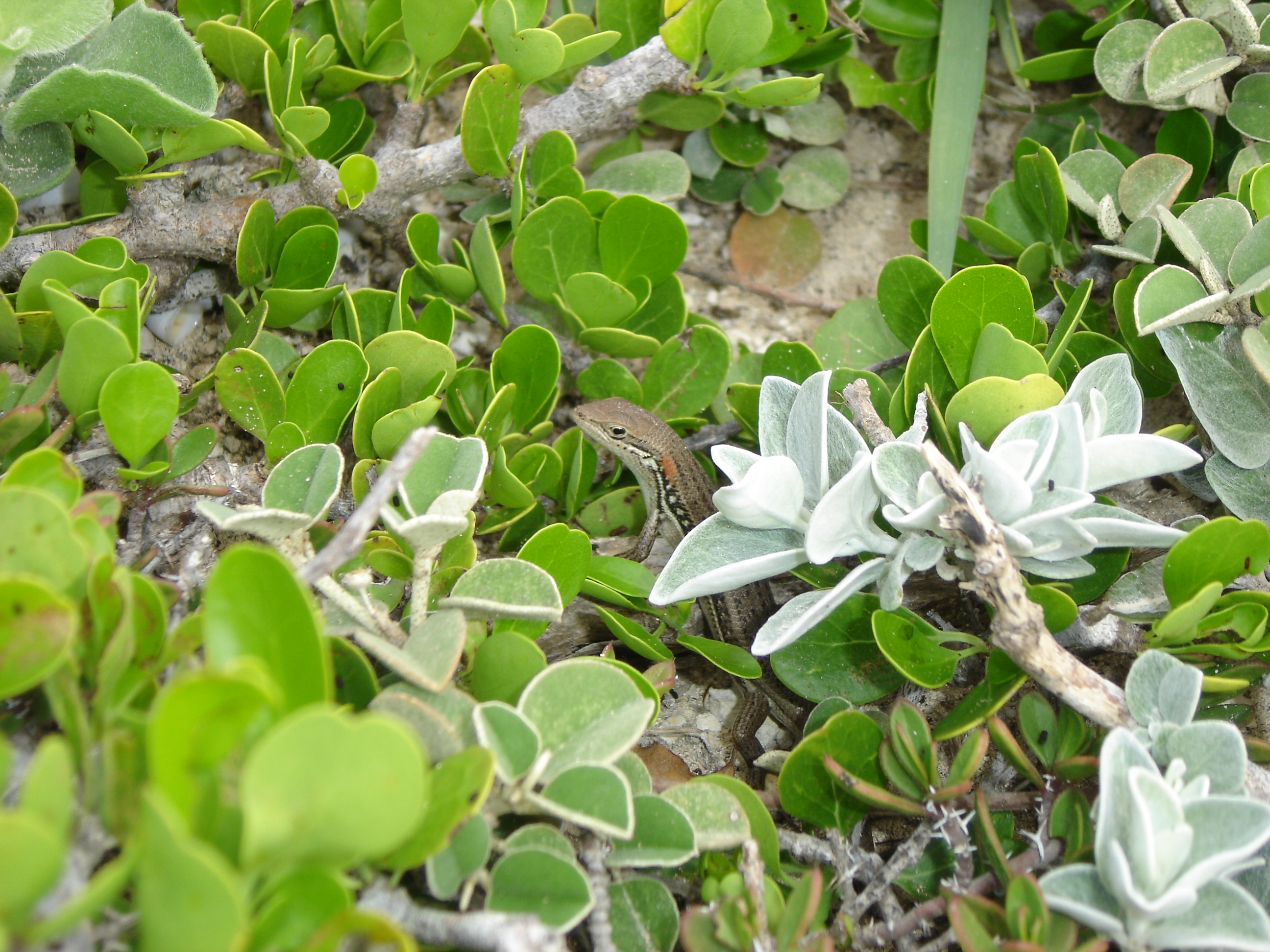
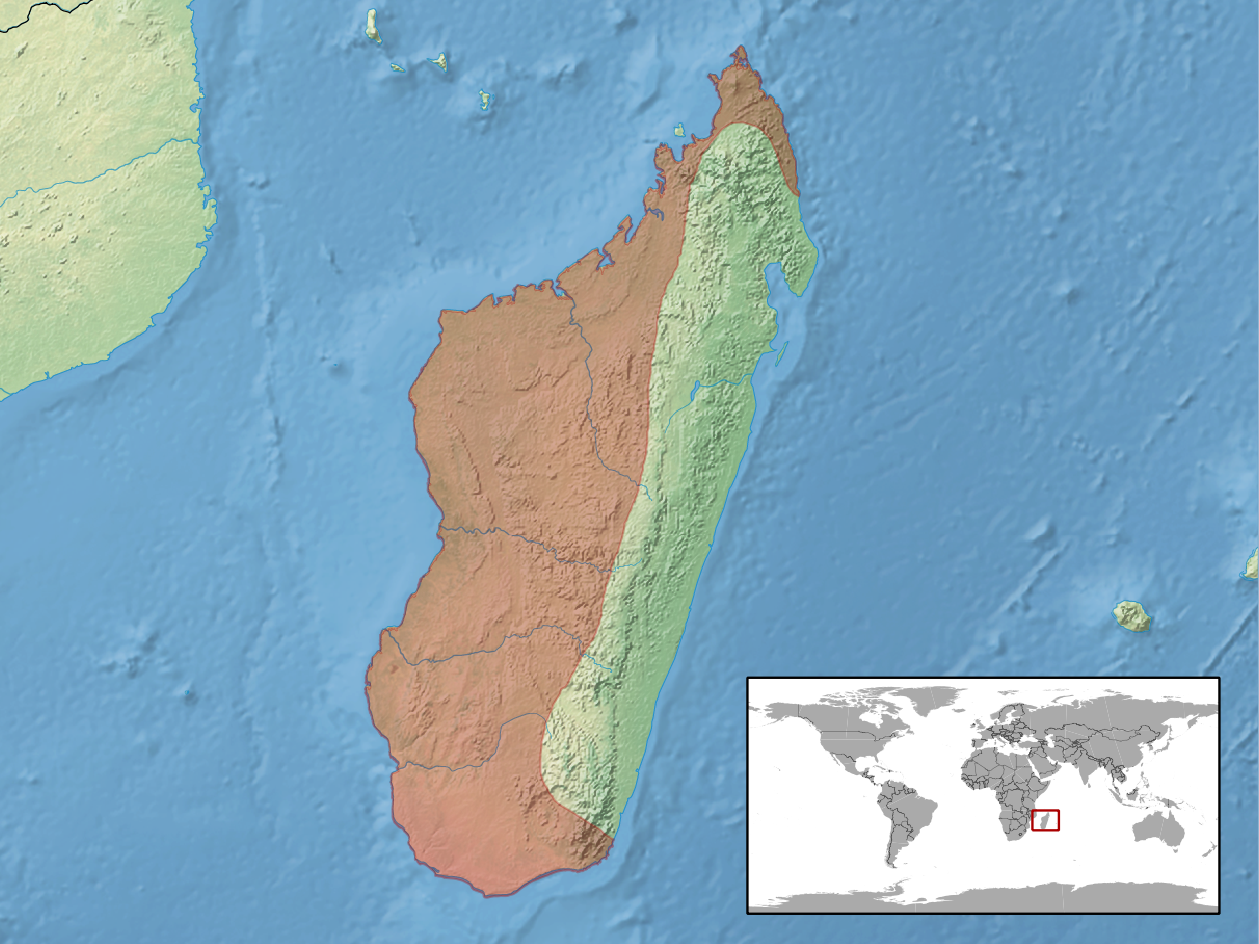